# Chargeur de classe Java
Le chargeur de classe java (Java Classloader) est une partie du JRE (Java Runtime Environment) qui charge dynamiquement la définition des classes java dans la machine virtuelle java. Cette définition est stockée dans des fichiers d'un format spécifique et dont le nom finit toujours par .class.
En général, les classes sont chargées seulement à la demande. Le JRE n'a pas besoin de savoir quels sont les fichiers et systèmes de fichiers correspondants grâce au chargeur de classe.
Le chargeur de classe se charge de retrouver l'emplacement des bibliothèques logicielles, de lire leur contenu et de charger les classes qu'elles contiennent.

## Les trois types de chargeurs de classes
Quand la machine virtuelle java est démarrée, trois chargeurs de classe sont utilisés respectivement pour le bootstrap, les bibliothèques et le système.
Le chargeur de classe bootstrap charge les bibliothèques du noyau de Java, c'est-à-dire core.jar, server.jar etc. Ce chargeur de classe est écrit en code natif. Le répertoire où ces composants se trouvent est <JAVA_HOME>/lib.
Pour le JDK de Sun, le chargeur de classe des bibliothèques est implémenté par la classe sun.misc.Launcher$ExtClassLoader. Les répertoires de ces composants sont <JAVA_HOME>/lib/ext et les répertoires spécifiés dans java.ext.dirs.
Le chargeur de classe système charge le code trouvé dans java.class.path (correspondant à la variable Classpath). Pour le JDK de Sun, ce chargeur est implémenté par sun.misc.Launcher$AppClassLoader.

## Chargeur défini par l'utilisateur
Par défaut, toutes les classes utilisateur sont chargées par le chargeur de classe système, mais il est possible de le remplacer par un chargeur défini par l'utilisateur, et même de chaîner les chargeurs de classe.